# Woodford County (Illinois)
Woodford County is een county in de Amerikaanse staat Illinois.
De county heeft een landoppervlakte van 1.367 km² en telt 35.469 inwoners (volkstelling 2000). De hoofdplaats is Eureka.